# Eunggeumnamnyeo
Eunggeumnamnyeo (응급남녀?; lett. "Uomo e donna di emergenza"), anche nota con il titolo internazionale Emergency Couple, è una serie televisiva sudcoreana trasmessa su tvN dal 24 gennaio al 5 aprile 2014.
Ha riscosso una buona popolarità, tanto da essere estesa di un episodio. I diritti di trasmissione sono stati venduti in nove Paesi. Uno speciale talk show musicale è andato in onda il 6 maggio 2014, per ringraziare il pubblico del supporto.

## Trama
Lo studente di medicina Oh Chang-min e la dietista Oh Jin-hee si innamorano e si sposano, poco più che ventenni, nonostante la forte opposizione della famiglia di lui, medici ricchi e di successo che credono che Jin-hee non sia abbastanza e che decidono di tagliare ogni sostegno economico dopo il matrimonio. Per guadagnare subito soldi, Chang-min rinuncia al suo sogno di diventare medico e inizia invece a vendere prodotti farmaceutici nonostante non gli piaccia. Jin-hee, intanto, si sente sempre più inferiore a causa del disprezzo dei suoceri, e la situazione porta a continui litigi che culminano nel divorzio.
Sei anni dopo, Chang-min è tornato a studiare, e anche Jin-hee si è iscritta a medicina. I due finiscono quindi a lavorare come tirocinanti al pronto soccorso dello stesso ospedale per tre mesi.

## Personaggi e interpreti
- Oh Jin-hee, interpretata da Song Ji-hyo
- Oh Chang-min, interpretato da Choi Jin-hyuk
- Gook Cheon-soo, interpretato da Lee Pil-mo
- Shim Ji-hye, interpretata da Choi Yeo-jin
- Han Ah-reum, interpretata da Clara Lee
- Im Yong-gyu, interpretato da Yoon Jong-hoon